# Templul Brihadeeswarar
Templul Brihadeeswarar este un templu hindus din Thanjavur, India. Se mai numește și RajaRajeswara sau Rajarajeswaram. Ca o atracție importantă, templul este unul dintre cele mai vechi din întreaga Indie, făcând parte din patrimoniul mondial UNESCO.

## Istorie și arhitectură
Construcția templului a început în anul 1002, din ordinul regelui Raja Raja Chola I (985-1014) din dinastia Chola. Motivul construirii templului a fost apariția zeului Shiva într-o noapte în visul regelui. Construcția s-a încheiat în anul 1014, rezultând un edificiu impozant care să arate puterea și bogăția dinastiei Chola. 
Templul Brihadeeswarar este unul dintre primele exemple de locașuri monumentale construite sub patronajul dinastiei Chola. Aici au avut loc cele mai importante ritualuri și ceremonii regale, cum ar fi ungerea noului rege și legarea sa de zeul Shiva. Arhitectul care a proiectat templul a fost legendarul Perunthachan, care a urmat cu exactitate tiparele stabilite în Vastu shastra.
Templul se înalță pe o platformă de 5 metri și este înconjurat de un zid ce marchează limita exterioară a sanctuarului. La intrare se află două gopurame (turnuri-poartă) înalte de 30 de metri. Sikhara (vimana) templului are o înălțime de 60, 96 de metri. Acest lucru este neobișnuit deoarece în general gopuramul este mai înalt decât vimana. Fațada templului prezintă numeroase nișe cu statui reprezentând zeități din mitologia hindusă.
Cea mai importantă parte a templului este altarul principal unde se află statuia zeului Shiva alături de un lingam masiv din piatră. Shiva este zeul distrugerii și al dansului și este zeitatea principală venerată la Brihadeeswarar. De asemenea există altare secundare ale altor zeități precum Surya, Indra, Agni, Varuna, Ganesha sau Nandi.
Templul Brihadeeswarar are o mare importanță culturală. În anul 2010 s-au împlinit 1000 de ani de la construirea sa. În anul 2015 a avut loc o procesiune religioasă cu idolii templului urcați în care. O astfel de procesiune nu a mai avut loc la Brihadeeswarar de cel puțin 100 de ani.

## Fotogalerie

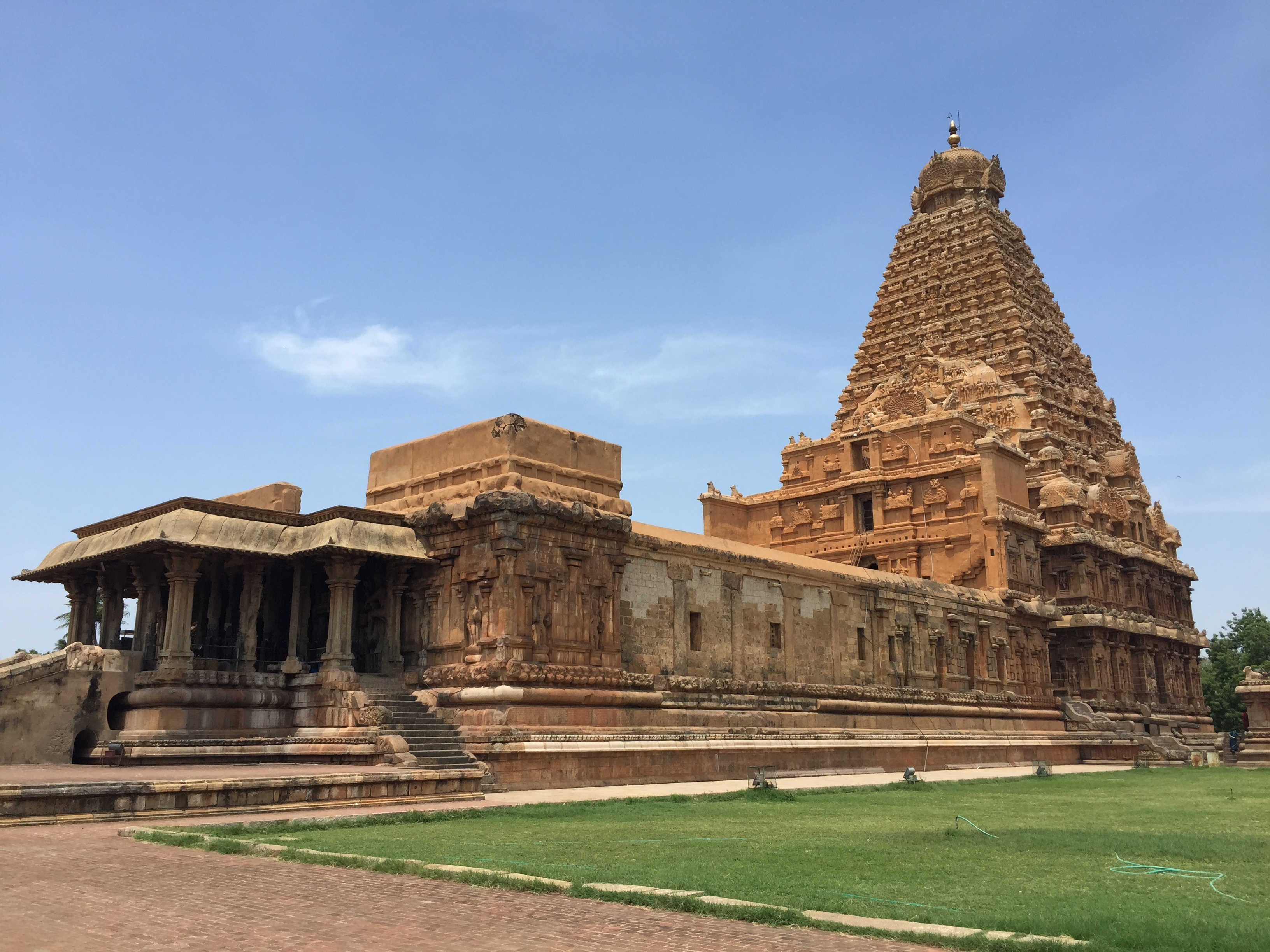
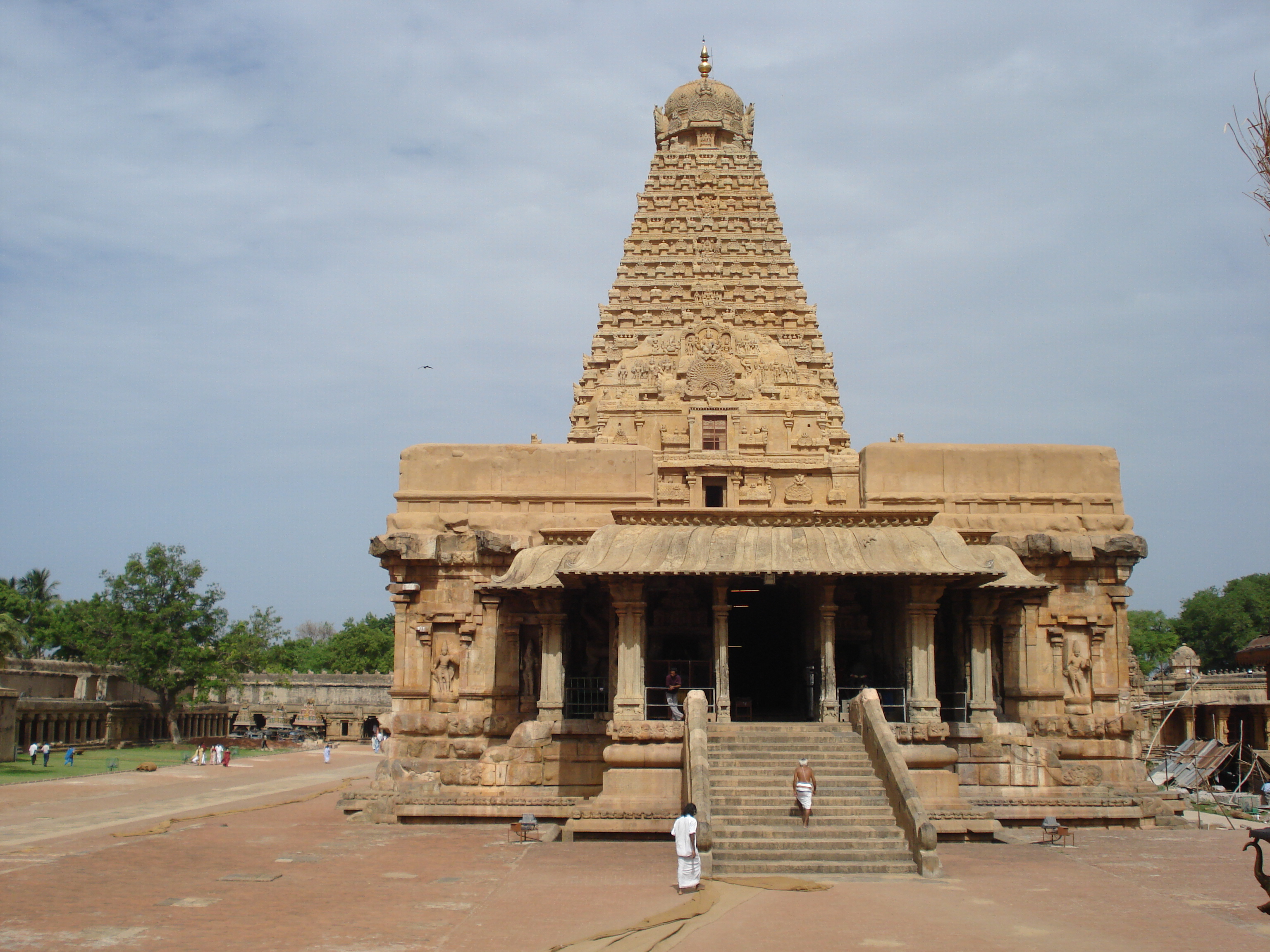
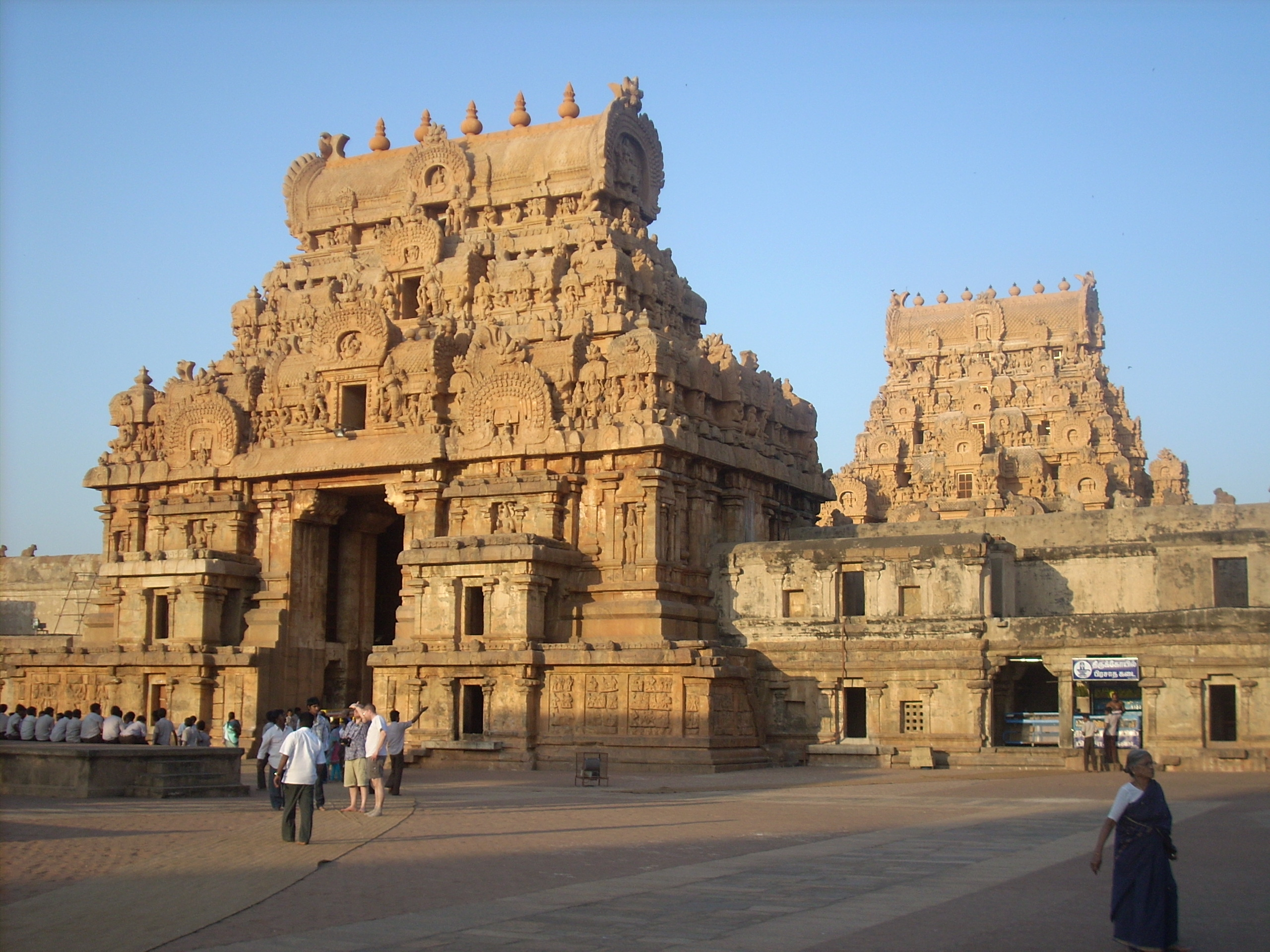
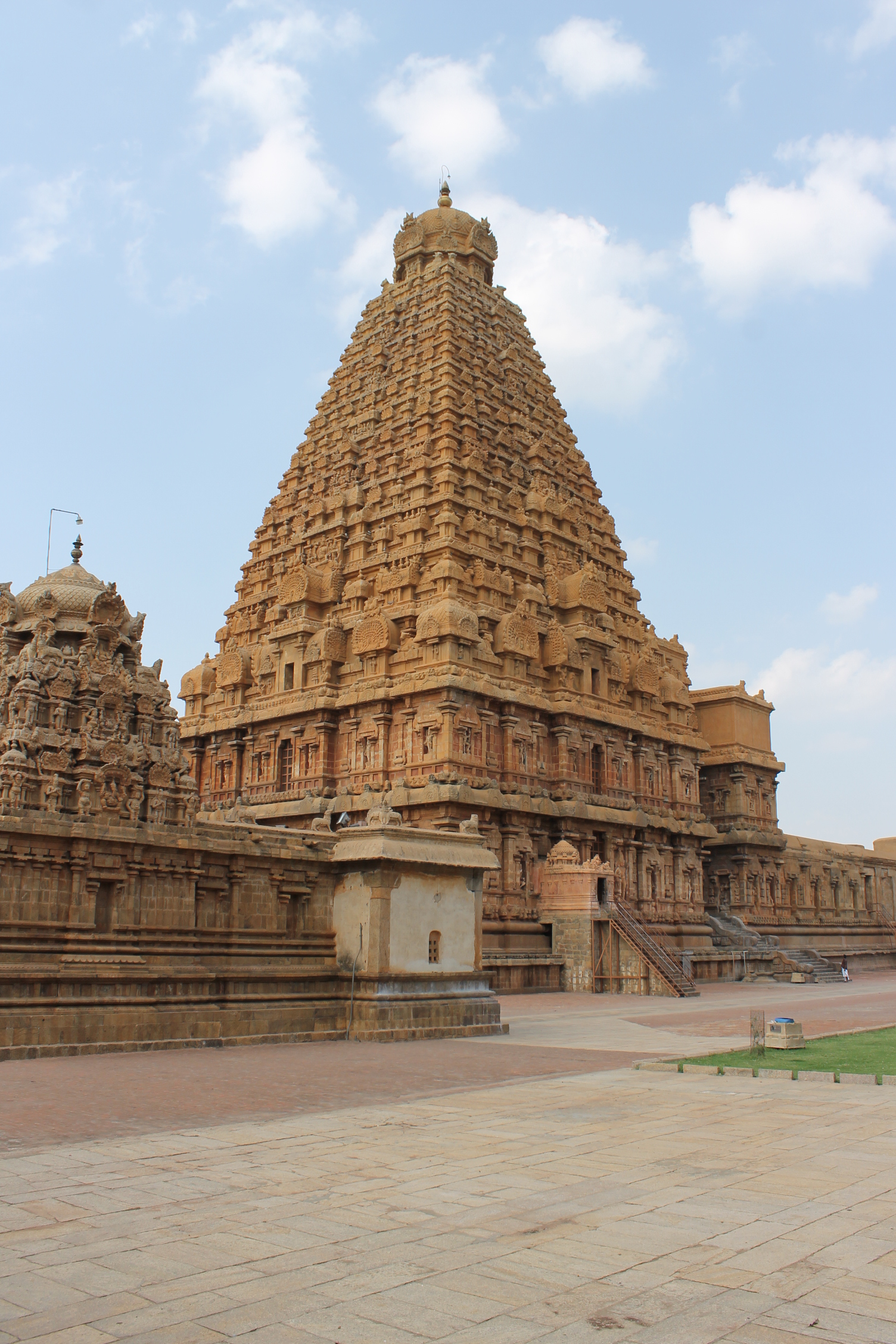
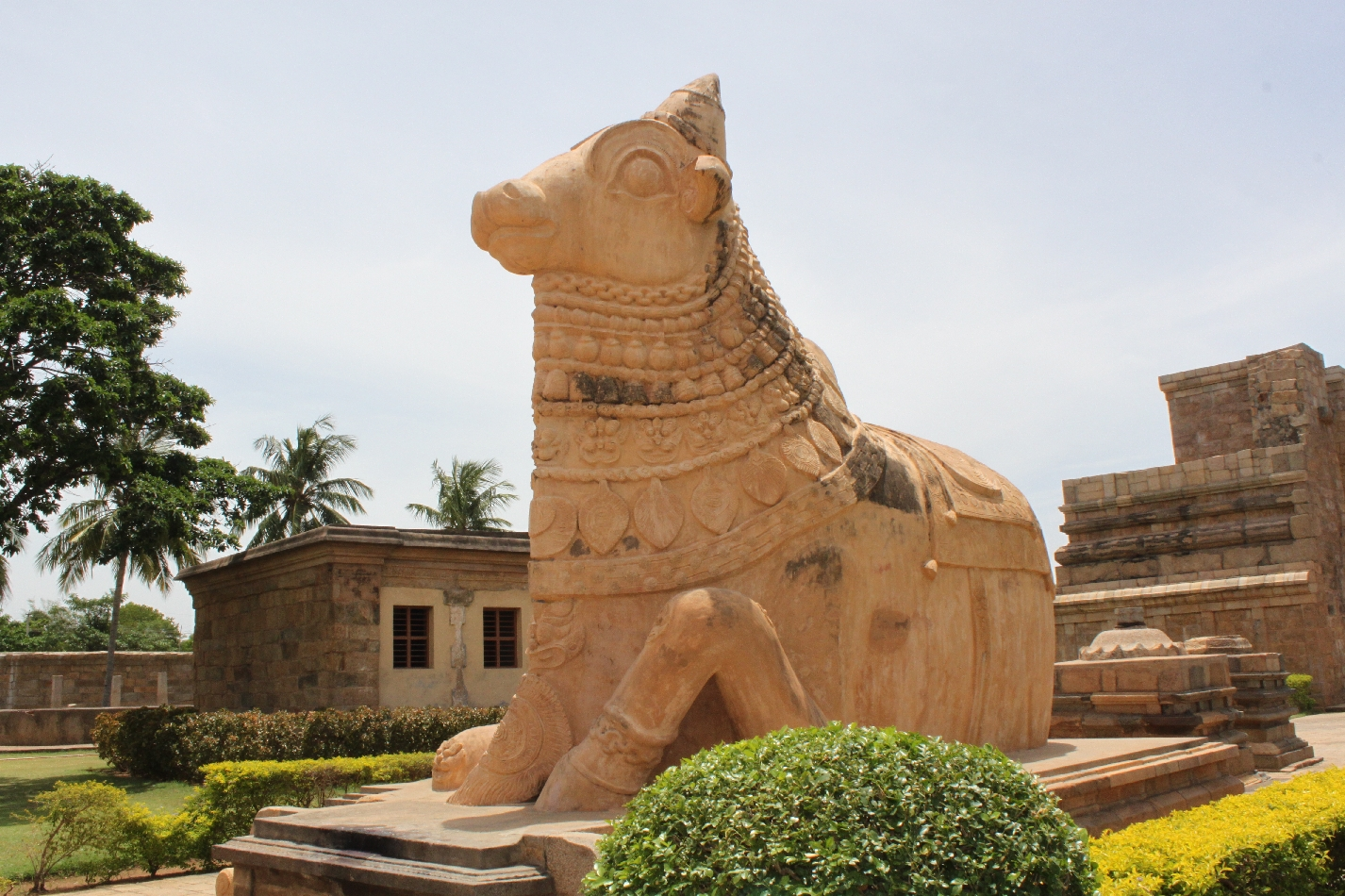
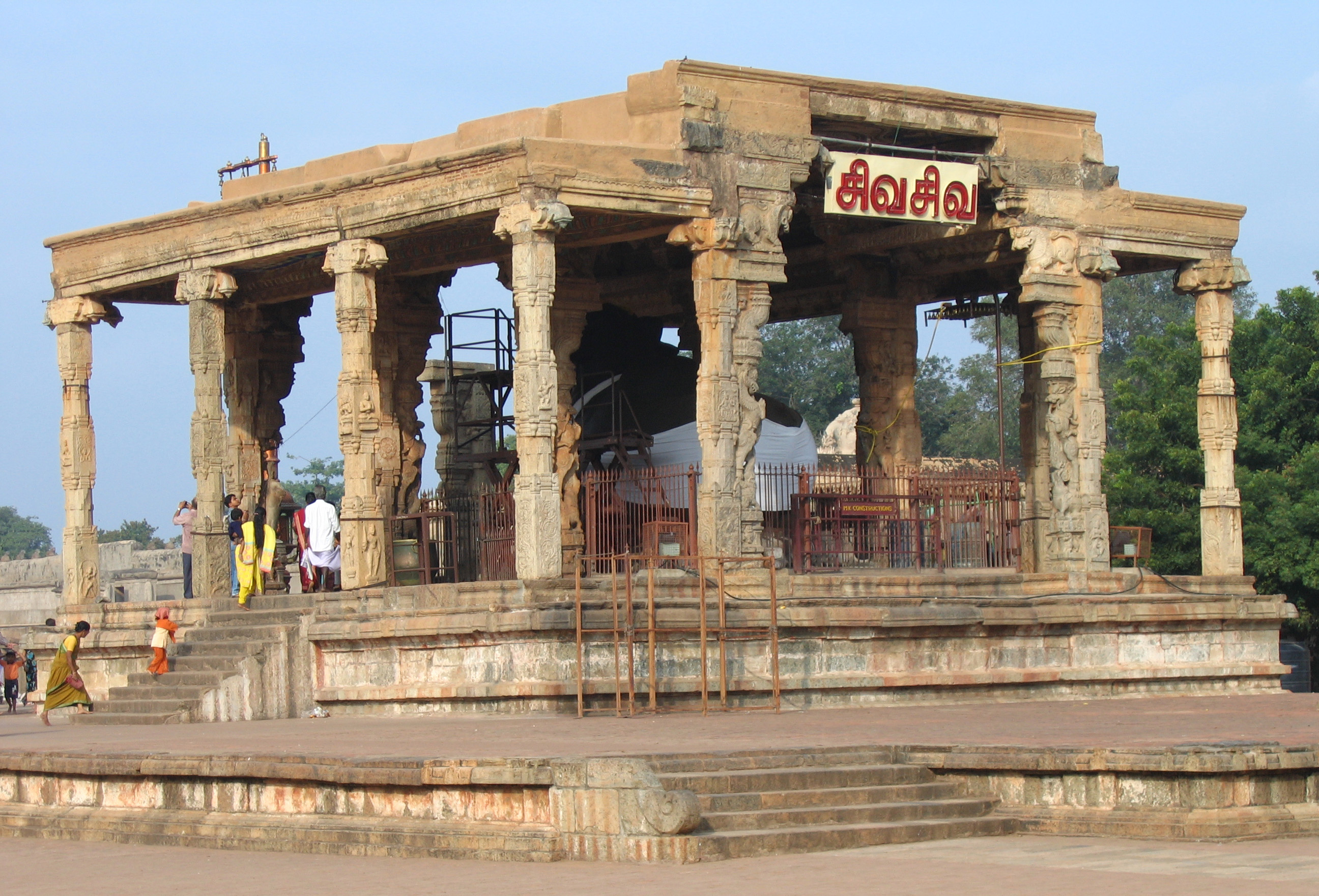
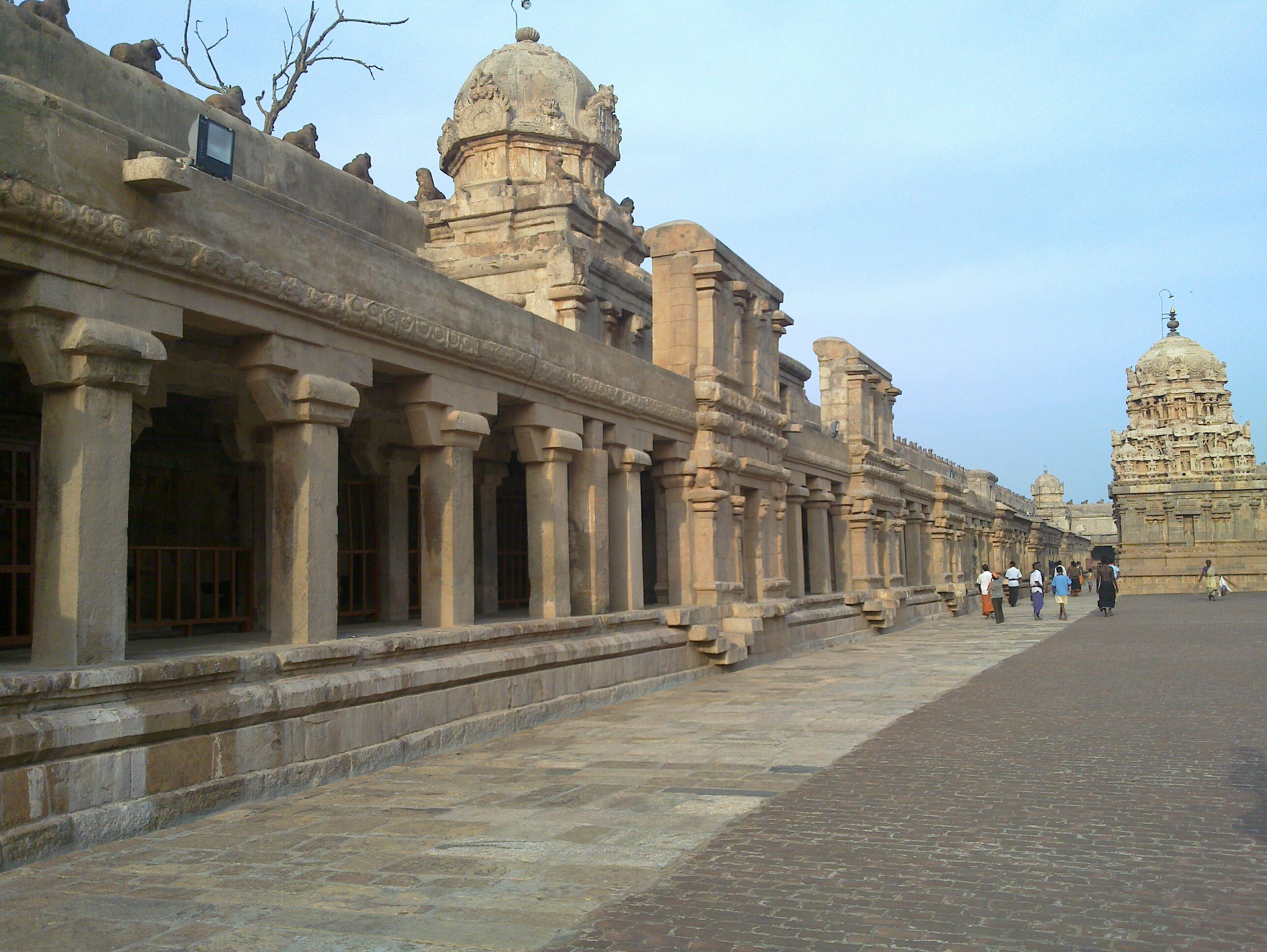